# FortaRock
 (juin 2018).
Si vous disposez d'ouvrages ou d'articles de référence ou si vous connaissez des sites web de qualité traitant du thème abordé ici, merci de compléter l'article en donnant les références utiles à sa vérifiabilité et en les liant à la section « Notes et références ».
Le FortaRock est un festival de musique métal organisé à Nimègue aux Pays-Bas. La première édition de ce festival a eu lieu en 2009, et il a eu lieu tous les ans depuis excepté en 2017. 
De 2009 jusqu'à 2015 le festival se déroule sur une seule journée de samedi, d'abord en saison estivale puis au printemps. En 2016 et en 2018 le festival se déroule sur deux jours, vendredi et samedi, fin mai ou début juin.
Le site du festival a changé plusieurs fois d'emplacement dans la ville de Nimègue. C'est dans le Goffertpark (en) qu'il est désormais organisé. 

## Univers musical
Le FortaRock accueille des groupes internationaux de la scène métal sur des genres variés. Les styles suivants ont par exemple été représentés : heavy metal, métal symphonique, black metal, metalcore, sludge, thrash, power metal.

## Organisation actuelle

### Line-up
Le line-up de l'édition 2018 était le suivant : 
Journée 1 :  
- Main stage : Parkway Drive, Arch Enemy, Bodycount feat. Ice-T, Death Angel
- Tent stage : Kreator, Watain, Suffocation, Betraying the Martyrs
- Theater stage : cette scène n'est pas ouverte sur la première journée

Journée 2 : 
- Main stage : Nightwish, Opeth, Alestom, Avatar, Dragonforce, Vuur
- Tent stage : Meshuggah, Satyricon, Baroness, Igorrr, Tỳr, Mantar
- Theater stage : Dool, Thy Art Is Murder, For I Am King, Death Alley

### Scènes
Le festival est organisé dans le parc Goffertpark avec trois scènes :
- Main stage
- Tent stage : cette scène est couverte
- Theater stage : cette scène utilise le théatre en extérieur présent dans le parc. Elle est partiellement couverte.

### Accès et camping
Le site du festival est accessible par des lignes de trains (gare de Nimègue Goffert), par des bus et par une navette spécialement organisée entre la gare centrale de Nimègue et le site du festival. 
Le festival étant situé en ville il ne propose pas de zone de camping.